# British Worker
British Worker var en kortlivad brittisk dagstidning grundad och utgiven av fackföreningen Trades Union Congress (TUC) under generalstrejken i Storbritannien 1926. Tidningen kom ut i elva nummer med första utgivning 5 maj 1926 och sista 17 maj samma år när strejken officiellt avblåsts. Syftet med tidningen var att sprida information om strejken och hålla de strejkandes moral uppe genom att möta den statliga propaganda mot strejken som framfördes i den konservativa regeringskontrollerade dagstidningen British Gazette.